# Título privado
Título privados são títulos emitidos por uma corporação para obter financiamento para uma variedade de razões, como para operações em andamento, M&A ou para expandir negócios .
Um título privado é uma obrigação de dívida, os investidores que compram títulos corporativos estão emprestando dinheiro para a empresa que emite o título, em troca, a empresa assume o compromisso legal de pagar juros sobre o emprestado e, na maioria dos casos, devolver o principal no vencimento.

## Tipos
Os títulos privados são emitidos por bancos, financeiras ou empresas, dependendo do tipo, há diferenças importantes entre cada um dos títulos privados, assim como diferentes regras de tributação, níveis de risco etc.
Exemplos de títulos são CDB, LCA e LCI, debêntures e COE.